# San Feliz de Torío
San Feliz de Torío es una localidad española, perteneciente al municipio de Garrafe de Torío, en la provincia de León y la comarca de Tierra de León, en la comunidad autónoma de Castilla y León. 
Situado sobre la Presa de San Isidro, afluente del río Torío.
Los terrenos de San Feliz de Torío limitan con los de Valderilla de Torío y Palazuelo de Torío al norte, Abadengo de Torío y Palacio de Torío al noreste, Villaverde de Arriba y Villaverde de Abajo al este, Castrillino y Canaleja al sureste, Villanueva del Árbol, Robledo de Torío y Villarrodrigo de las Regueras al sur, Villaquilambre, Villasinta de Torío y Carbajal de la Legua al suroeste, Lorenzana y Campo y Santibáñez al oeste y Cuadros y Riosequino de Torío al noroeste.
Perteneció a la antigua Jurisdicción del Valle de Torío.
Destacan en la localidad un centro ocupacional de la Confederación Española de Asociaciones de Atención a las Personas con Parálisis Cerebral (ASPACE) y la Casa Solariega de San Feliz, con sus escudos heráldicos de los Robles y Álvarez.

## Demografía
Se puede ver como en los últimos años la población se mantiene estancada don tendencia a disminuir pese a la proximidad a León la principal causa de este estancamiento es la ausencia de desarrollos residencial en la zona.
| 202                        | 209 | 209 | 204 |
| (Fuente: [cita requerida]) |     |     |     |

## Transportes
Cuenta con conexión estación de ferrocarril perteneciente a la empresa estatal FEVE, que mantiene un servicio de cercanías en esta línea lo que le permite disponer de hasta veintitrés conexiones diarias con la capital, así como conexiones con otras poblaciones importantes de la montaña leonesa, como Matallana de Torío, Cistierna, La Vecilla. Además dispone de servicio de trenes regionales que la conectan con Bilbao y Guardo.

## Personajes ilustres
- Emiliano Rodríguez (1937), baloncestista.
- Luis García Zurdo (1932-2020), artista con residencia en el pueblo.